# Matthieu Jalibert
Matthieu Jalibert (Saint-Germain-en-Laye, 6 novembre 1998) è un rugbista a 15 francese, che gioca come mediano d'apertura nel Bordeaux Bègles.

## Biografia
Nativo di Saint-Germain-en-Laye, Jalibert trascorse un periodo della sua infanzia in Nuova Caledonia a causa della carriera militare del padre. Fu durante il soggiorno nel territorio d'oltremare che iniziò a giocare a rugby nella squadra locale dell'ASS Stade Calédonien. A nove anni ritornò nella Francia continentale, dove entrò a far parte delle giovanili del Bordeaux Bègles.
Dopo dieci anni passati nel settore giovanile del club girondino, Jalibert fece il suo esordio in prima squadra nel settembre 2017 giocando la partita contro Lione, valida come quarta giornata del Top 14 2017-2018. Lo stesso anno debuttò anche nelle competizioni europee affrontando l'Enisej-STM durante la fase a gironi della Challenge Cup. Nel febbraio 2018, proprio a metà della sua prima stagione tra i professionisti, subì un grave infortunio in nazionale che, in seguito ad un'ulteriore ricaduta avvenuta in estate, lo tenne lontano dai campi da gioco per più di un anno. Tornato a giocare nel febbraio 2019, da quel momento fu il mediano di apertura titolare del Bordeaux.
A livello internazionale, Jalibert disputò, nel 2017, il mondiale under-20 con la nazionale francese di categoria, nonostante avesse ancora diciotto anni. Jacques Brunel, commissario tecnico della Francia, nonché l'allenatore che lo aveva lanciato nel Bordeaux, lo incluse tra i selezionati per il Sei Nazioni 2018. Fece il suo esordio alla prima giornata contro l'Irlanda, divenendo il secondo più giovane titolare di sempre nel ruolo di mediano di apertura dei Bleus dopo Frédéric Michalak; fu, però, costretto ad uscire dopo solo trenta minuti di gioco a causa di una lesione del legamento crociato posteriore del ginocchio destro subita in uno scontro con l'irlandese Bundee Aki. Assente dalla nazionale per due anni, fu richiamato dal nuovo selezionatore Fabien Galthié che lo fece subentrare dalla panchina in tutti e quattro gli incontri del Sei Nazioni 2020 anteriori alla sospensione a causa della pandemia di COVID-19. Successivamente guidò come apertura titolare la selezione transalpina fino alla finale di Autumn Nations Cup.
Jalibert può vantare un'apparizione nei Barbarians francesi ottenuta nella sfida contro i Māori All Blacks del novembre 2017.

## Palmarès
- Champions Cup: 1
Union Bordeaux Bègles: 2024-25